# Карница
Карни́ца (бел. Карніца) — деревня в составе Хвастовичского сельсовета Глусского района Могилёвской области Республики Беларусь.

## Население
- 1999 год — 85 человек
- 2009 год — 47 человек